# Gayazovs Brothers
Gayazovs Brothers (stylisé GAYAZOV$ BROTHER$) est un groupe russe de hip-hop.

## Histoire
Le groupe est composé de deux frères, Timur et Ilyas Gayazov. Leur musique est publiée par le label Warner Music Russia.
Sorti le 15 mars 2019, l'album Кредо passe 14 semaines dans le top 10 du classement des albums Apple Music en Russie,.

## Discographie

### Albums studio
- 2017 : Верните в моду любовь чистую... (Warner Music Russia)
- 2019 : Кредо (Warner Music Russia)
- 2021 : Пошла жара
- 2024 : Ночная жизнь

## Distinctions notables
| Année | Prix              | Catégorie         | Résultat   | Réf   |
| ----- | ----------------- | ----------------- | ---------- | ----- |
| 2020  | New Radio Awards  | Meilleur groupe   | Nomination | [ 4 ] |
| 2020  | New Radio Awards  | Percée de l'année | Nomination | [ 4 ] |
| 2022  | Heat Music Awards | Prix de l'année   | Lauréat    | [ 5 ] |